# Dicos
Dicos (dargestellt als dico͘s, chinesisch {{{c}}}, Pinyin Dékèshì) ist eine chinesische Fast-Food-Kette.

## Geschichte
Dicos wurde 1994 in Chengdu, Sichuan, China. gegründet. Das Unternehmen gehört Tianjin Ding Qiao Food Service. Das Unternehmen bietet typische Fast-Food-Gerichte wie Hamburger, Pommes frites und Soft Drinks an.